# Henry Kamen
Henry Kamen (Rangoon, 1936) is een Brits historicus, bekend van zijn boek The Spanish Inquisition.
Kamen, geboren in Rangoon, studeerde in Oxford en werkte nadien aan verschillende universiteiten in Engeland, Spanje en de Verenigde Staten. Hij is lid ("fellow") van de Royal Historical Society.
Zijn specialisme is het Spanje van de zeventiende eeuw, waarover hij verschillende boeken schreef. Het belangrijkste daarvan, The Spanish Inquisition. A Historical Revision (1998) leidde tot een drastische herziening van het beeld van de Spaanse Inquisitie. Deze wijziging was mogelijk doordat in 1975 Franco was overleden en de archieven van de gevreesde kerkelijke rechtbank waren opengesteld.

## Enkele publicaties
- The Iron Century: Social Change in Europe, 1550-1660 (1972)
- Spain in the Later Seventeenth Century (1980)
- Golden Age Spain (1988)
- Philip of Spain (1997)
- The Spanish Inquisition. A Historical Revision (1998)
- Early Modern European Society (2000)
- Empire: How Spain Became a World Power, 1492-1763 (2003)
- The Duke of Alba (2004)
- Imagining Spain. Historical Myth and National Identity (2008)